# Église Saint-Baudile de Montmaur
Pour les articles homonymes, voir Église Saint-Baudile.
L'église Saint-Baudile de Montmaur est une église située en France, à Montmaur dans le département de l'Aude en région Occitanie.
Elle fait l'objet d'une inscription au titre des monuments historiques depuis 1948.

## Localisation
L'église est située sur la commune de Montmaur, dans le département français de l'Aude.

## Historique
Deux blasons sculptés aux chapiteaux permettraient de dater la construction vers la fin du XVe siècle. Au XIXe siècle, grosses réparations dont la démolition du clocher et sa reconstruction en 1892.
L'édifice est inscrit au titre des monuments historiques le 27 septembre 1948.